# Geoemyda spengleri
Geoemyda spengleri là một loài rùa trong họ Emydidae. Loài này được Gmelin mô tả khoa học đầu tiên năm 1789.

## Hình ảnh

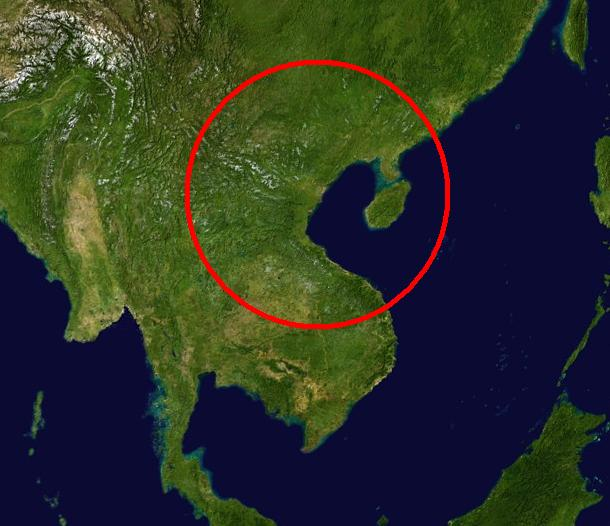
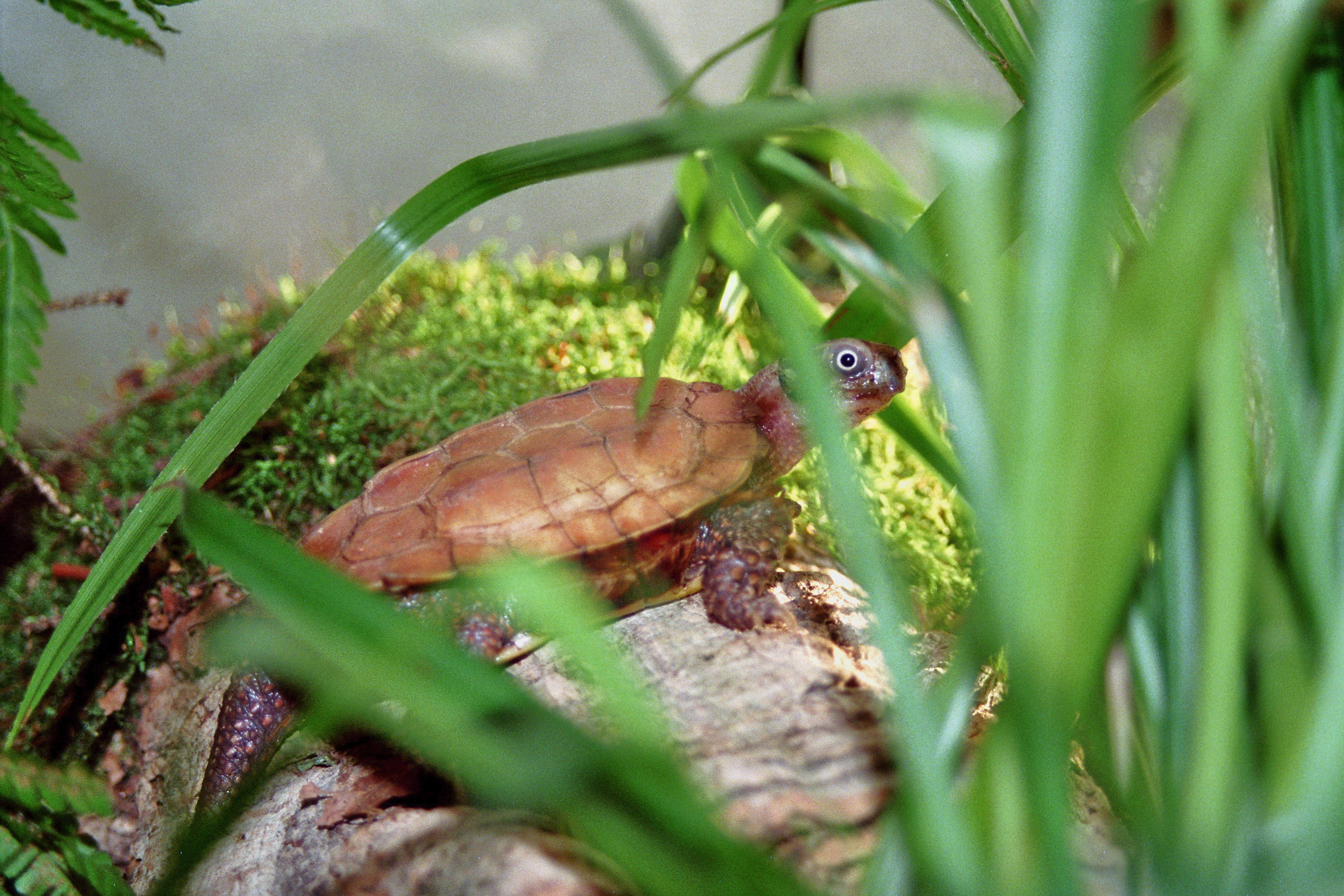